# Мочурад Богдан Іванович
Богда́н Іва́нович Мочура́д (нар. 28 серпня 1968, Львів) — український диригент і педагог, народний артист України (2020).

## Життєпис
1993 — закінчив Вищий музичний інститут у Львові.
1993—2001 — викладач Оброшинської дитячої музичної школи Пустомитівського району Львівської області.
Водночас 1997—2000 — артист оркестру Львівського театру опери та балету ім. І. Франка.
Від 2001 року — головний диригент Національного драматичного театру ім. М. Заньковецької у Львові.
2005 — здобув вченого ступеня кандидата мистецтвознавства.
За сумісництвом займається викладацькою діяльністю — старший викладач, доцент (з 2006 року) кафедри оркестрового диригування Львівської національної музичної академії імені Миколи Лисенка.
З 2008 — керівник проекту «Відчинилося життя», у якому з оркестром виступають незрячі українські солісти.

## Компакт-диски
- 2004 — «Зірки в очах твоїх»
- 2005 — «Фаворити львівських муз»
- 2007 — «Трояндовий цілунок»
- 2009 — «Квіти ромена»
- 2010 — «Найкраще»
- 2011 — «Спасибі, музико, тобі»
- 2012 — «Творча сила»
- 2013 — «Мелодії літньої ночі»

## Диригент-постановник вистав
- 2002 — «Івона — принцеса Бурґундська» В. Ґомбровича
- 2003 — «Благочестива Марта» Т. де Моліни
- 2004 — «Любий друг» Ґі де Мопассана
- 2004 — «Романтики» Е. Ростана
- 2005 — «Серенада для судженої» С. Мрожека
- 2005 — «Хитра вдовичка» К. Ґольдоні
- 2007 — «Сільва» І. Кальмана
- 2008 — «Суботня вечеря» за Шолом-Алейхемом
- 2009 — «Сватання на Гончарівці» Г. Квітки-Основ'яненка
- 2016 — «Різдвяна ніч» за М. Гоголем

## Концертні програми з оркестром
- 2002 — «Творчий вечір оркестру»
- 2007 — «Тільки ти моя»
- 2007 — «Осіння рапсодія»
- 2009 — «Новий рік у Варшаві»
- 2010 — «Оскари, оскари»
- 2011 — «Мелодії серця»
- 2015 — «Усе несказанне»
- 2016 — «Хіти Бродвею»

## Визнання
- 2009 — заслужений артист України[2]
- 2009 — Ґран-Прі міжнародного фестивалю «Подляська октава культур» (Польща)
- 2010 — Ґран-Прі міжнародного фестивалю «Plai natal» (Молдова)
- 2020 — народний артист України[1]

## Праці
- Етапи розвитку труби в європейській музиці // Молоде музикознавство: Наук. зб. Л., 2002. Вип. 7
- Бароковий стиль кларіно в контексті трубного концертного виконавства // Зап. Терноп. пед. унів. 2002. Вип. 2(9)
- Авторська школа В. Швеця // Музика. 2003. № 1–2
- Труба в європейській музиці першої половини ХХ століття // Зап. НТШ. Т. 247. Л., 2004.